# براد دكستر
براد دكستر (بالإنجليزية: Brad Dexter)‏ مواليد 09 أبريل 1917 في غولدفيلد، الولايات المتحدة - الوفاة 12 ديسمبر 2002 في رانتشو ميراج، الولايات المتحدة، هو ممثل أمريكي بدأ مسيرته الفنية سنة 1944.

## الأعمال
- النصر المجنح
- السبعة الرائعون
- شامبو

## روابط خارجية
- براد دكستر على موقع IMDb (الإنجليزية)
- براد دكستر على موقع الموسوعة البريطانية (الإنجليزية)
- براد دكستر على موقع ألو سيني (الفرنسية)
- براد دكستر على موقع تيرنر كلاسيك موفيز (الإنجليزية)
- براد دكستر على موقع أول موفي (الإنجليزية)
- براد دكستر على موقع قاعدة بيانات برودواي على الإنترنت (الإنجليزية)
- براد دكستر على موقع قاعدة بيانات برودواي على الإنترنت (الإنجليزية)
- براد دكستر على موقع قاعدة بيانات الأفلام السويدية (السويدية)
- براد دكستر على موقع إن إن دي بي (الإنجليزية)
- براد دكستر على موقع قاعدة بيانات الفيلم (الإنجليزية)